# Johann III. von Metzenhausen

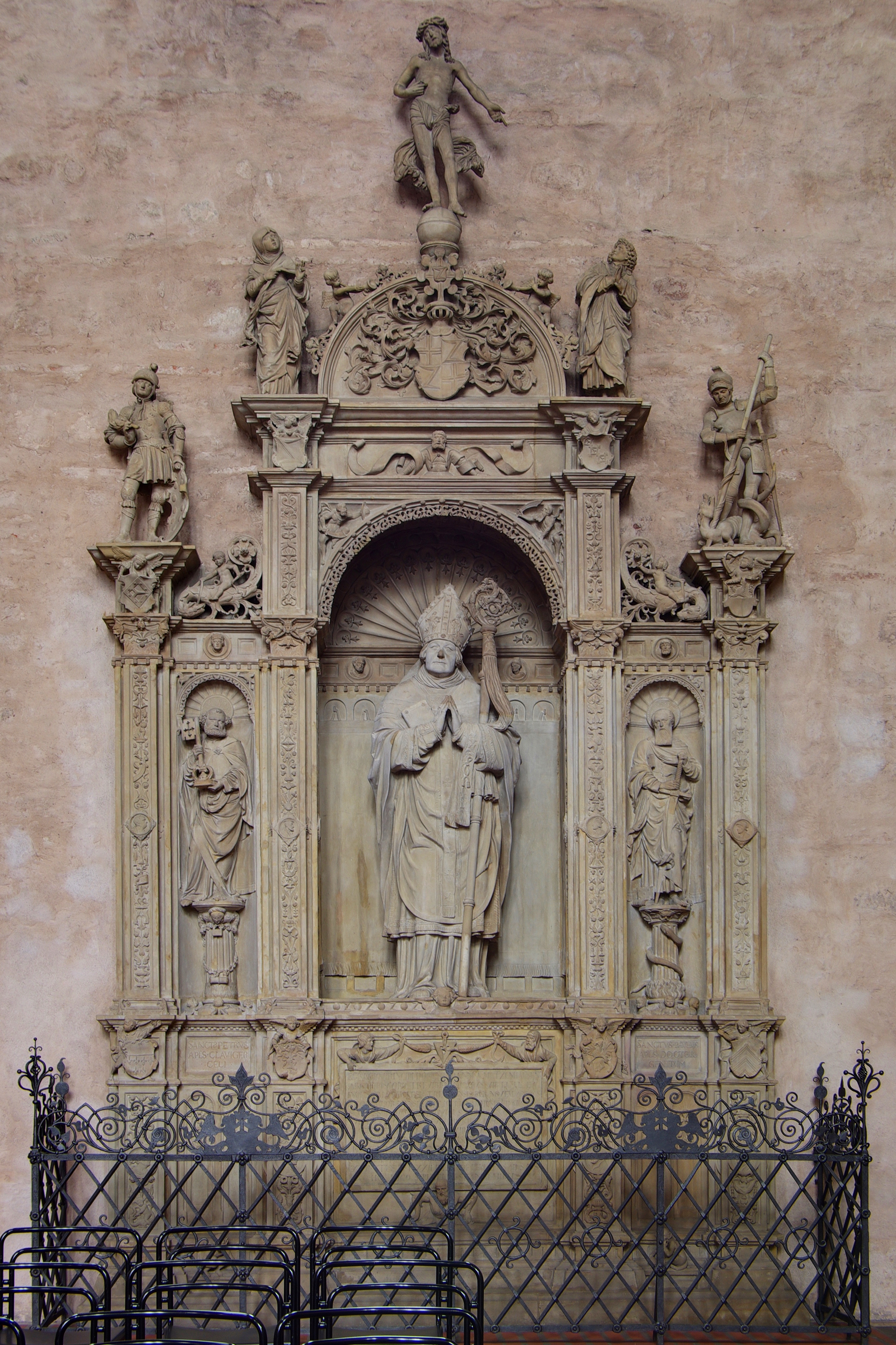
Grabmal für Johann von Metzenhausen im Trierer Dom

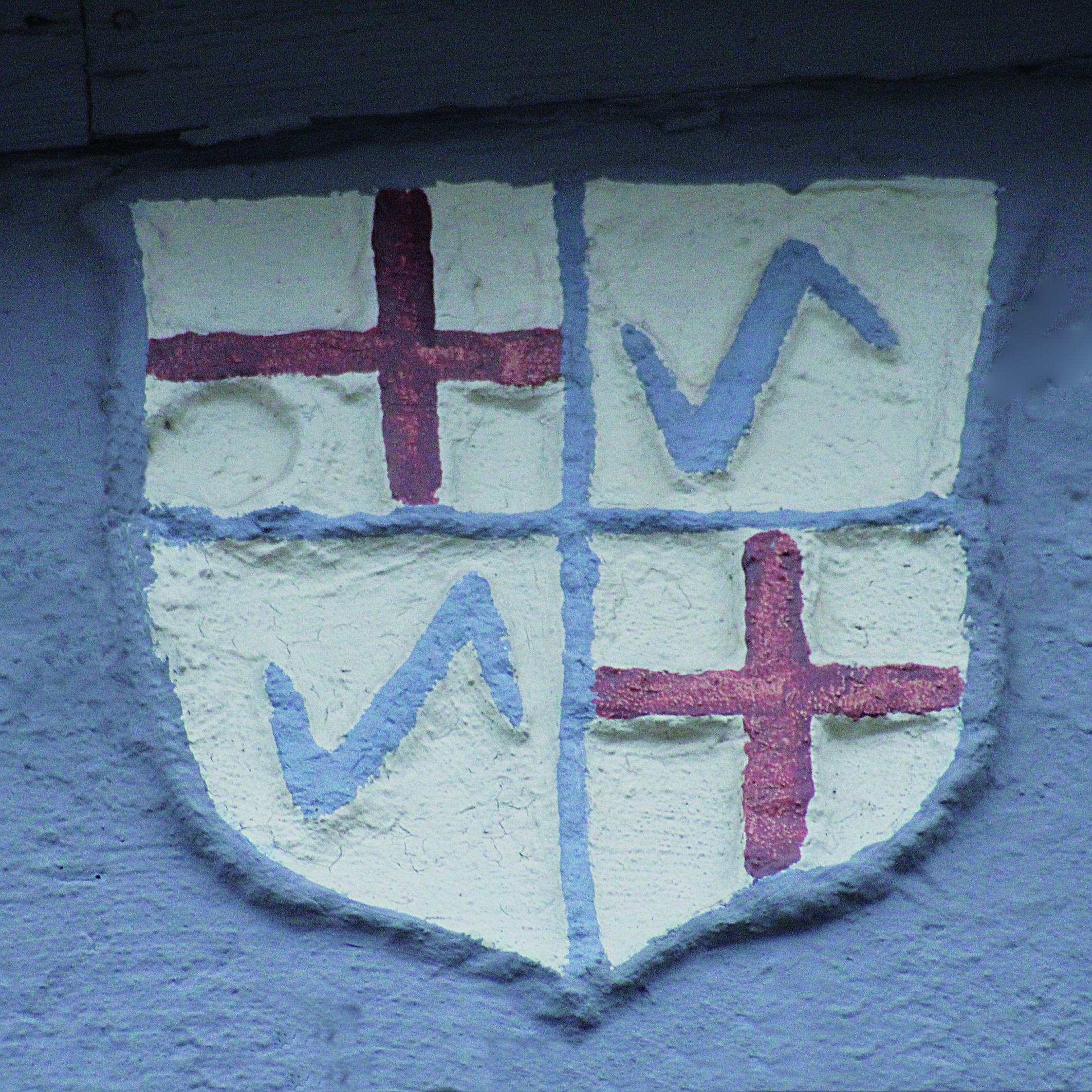
Wappen des Johann III. von Metzenhausen oberhalb eines Torbogens der alten Propstei in Münstermaifeld.

Johann von Metzenhausen (* 1492 in Neef an der Mosel; † 22. Juli 1540 auf Burg Thannstein im Elsass), Sohn des Heinrich von Metzenhausen und dessen Ehefrau Margaretha Boos von Waldeck (* um 1460). Als Johann III. war er von 1531 bis 1540 Kurfürst und Erzbischof von Trier.
Wirtschaftlich, organisatorisch und politisch begabt, bekleidete er ab 1505 zahlreiche Funktionen im Trierer Domkapitel. Ab 1512 war er Kantor und ab 1517 Dekan. 1519 wurde er schließlich Dompropst. Am 27. März 1531 wurde Johann von Metzenhausen vom Trierer Domkapitel zum Nachfolger des verstorbenen Kurfürsten Richard von Greiffenklau gewählt und 1532 zum Bischof geweiht. Als Kurfürst bekämpfte er vor allem die Bewegung der „Wiedertäufer“ in Münster, gegen die er 1534 kurfürstliche Truppen entsandte. Seine Kontaktaufnahme zum Schmalkaldischen Bund im Jahr 1539 trug ihm harsche Kritik ein. Während seiner Regierungszeit vergrößerte Johann III. den Besitz des Kurfürstentums und ließ zahlreiche Bauten errichten. Obwohl sein Verhältnis zur Stadt Trier, wie auch bei anderen Trierer Kurfürsten, äußerst angespannt war, förderte und reformierte Johann III. die Trierer Universität. Im Sommer 1540 nahm er mit protestantischen Fürsten an dem Hagenauer Religionsgespräch teil, erkrankte jedoch während der Gespräche. Am 22. Juli 1540 starb Johann III. von Metzenhausen an den Folgen seiner Erkrankung und wurde am 26. Juli 1540 im Trierer Dom beigesetzt. Sein Nachfolger ließ ihm zu Ehren ein prachtvolles Grabmal im Dom errichten. Da der Name des Bildhauers nicht sicher bekannt ist, wird er allgemein mit dem Notnamen "Metzenhausenmeister" bezeichnet. Metzenhaus selbst beschäftigte ihn 1529/30, als er seine Stiftskurie "Hünerberg" ausgiebig umbaute und mit Bauplastik ausstatten ließ. Aus der Werkstatt des Bildhauers stammen darüber hinaus zahlreiche weitere Grabmäler in Trier. 